# Iglesia y antiguo hospital de San Julián
La iglesia-hospital de San Julián es un edificio religioso de la ciudad andaluza de Málaga (España). Está (o estaba) dividida en dos secciones bien separadas, por un lado el hospital, y por otro la iglesia propiamente dicha. La edificación data del siglo XVII, cuando la Hermandad de la Santa Caridad de Nuestro Señor Jesucristo necesitaba un lugar donde llevar a cabo su labor asistencial, que era la principal.

## Historia
Tras el resurgimiento de la Hermandad de la Santa Caridad en el año 1682, se llevó a cabo la edificación de una iglesia y hospital a lo largo del periodo 1683-1699, en unos terrenos cedidos por el Ayuntamiento, en las antiguas mancebías. Desde el comienzo, los esfuerzos de dicha hermandad se centraron en la construcción de su nueva sede, bajo la dirección de Luis de Zea Arellano, sin descuidar por ello sus principales labores: la cura de enfermos, la asistencia de los ajusticiados y el entierro de los muertos. Juan Niño de Guevara fue el artífice del programa pictórico que adornaba los muros del templo, con cuadros como El Triunfo de la Caridad o El emperador Heraclio en hábito de penitente. La iglesia fue bendecida el 21 de enero de 1699.
Desde ese momento, la hermandad comenzó a realizar sus labores estatuarias en las nuevas dependencias, llevándose a cabo, además, un gran número de misas, sobre todo hasta 1721, debido al cumplimiento de cláusulas testamentarias. También se comenzó con el aspecto funerario.
En octubre de 1862, el edificio recibió la visita de los reyes de España, Isabel II y Francisco de Asís de Borbón, con motivo de su presencia en la ciudad. La hermandad de la Caridad gastó 4.000 reales en blanquear el edificio para tal ocasión. Se colocó una placa que recordaba tal visita y que todavía, hoy, muy deteriorada existe.
La hermandad de la Santa Caridad desapareció en 1965 por falta de apoyo institucional y con ella el hospital, y en 1966 la Capilla de San José, en calle Granada, fue derribada y la cofradía de las Penas se trasladó al templo.

### Cesión a la Agrupación de Cofradías y actualidad
En 1976, se cedió el edificio a la Agrupación de Cofradías de Málaga y más tarde se cerró para ser adecuado y restaurado. A las imágenes de la cofradía de las Penas se sumaron la del Santísimo Cristo Resucitado y la de Santa María Reina de los Cielos, titulares de la Agrupación, realizando su salida procesional las cuatro imágenes desde el interior del templo. En 2008, la cofradía de las Penas, tras haber asumido entonces recientemente el título de la Antigua Hermandad de la Caridad (introducido en el nombre completo de la corporación como Venerable Hermandad de la Caridad en Cristo Nuestro Señor) se trasladó a su Oratorio en calle Pozos Dulces, abandonando el templo.
Si bien ya cuando todavía estaba la hermandad de las Penas no se celebraban muchas misas en el templo ni se abría regularmente, en la actualidad prácticamente sólo es accesible al público a través del Museo de la Semana Santa de Málaga, que es albergado en el edificio (en su integridad) desde marzo de 2010. Aunque antes de Semana Santa se encuentra cerrado para el montaje de los tronos del Cristo Resucitado y la Reina de los Cielos.

## Galería de imágenes

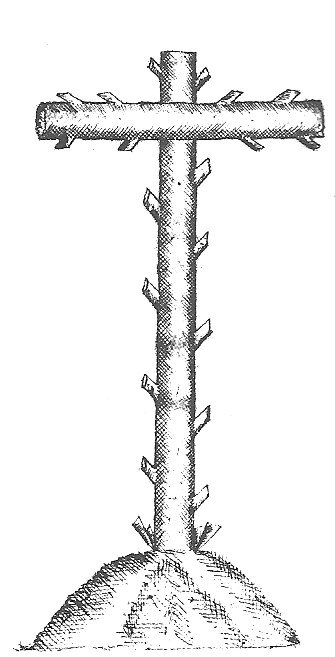
Cruz arbórea, emblema de la Hermandad de la Caridad, que se encuentra en la parte superior de una de las entradas al templo que está actualmente tapiada. Modelo presente en las Constituciones de 1682 de la corporación.
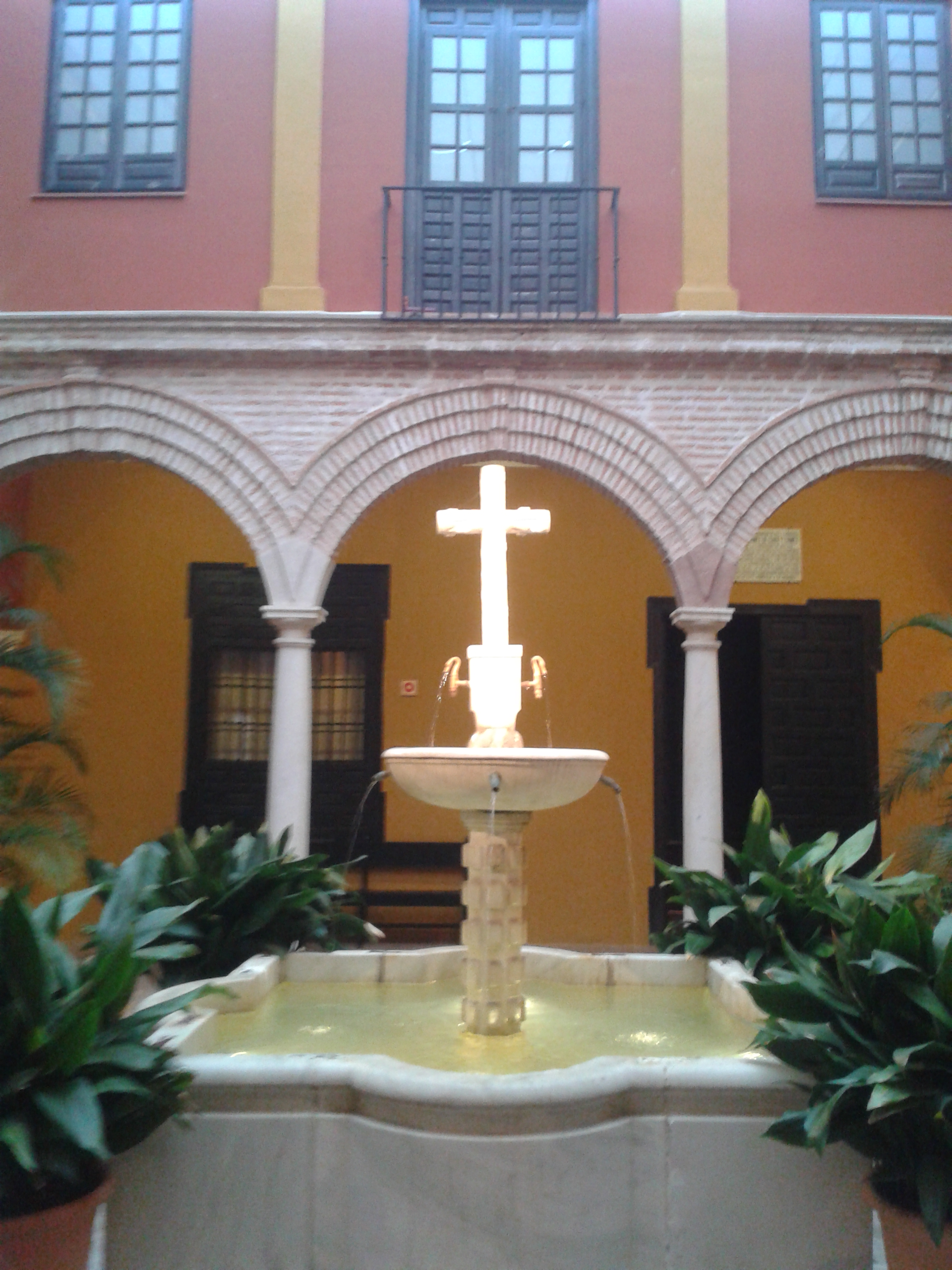
Imagen de la fuente que se encuentra en el centro del patio principal del edificio, coronada por la cruz arbórea.
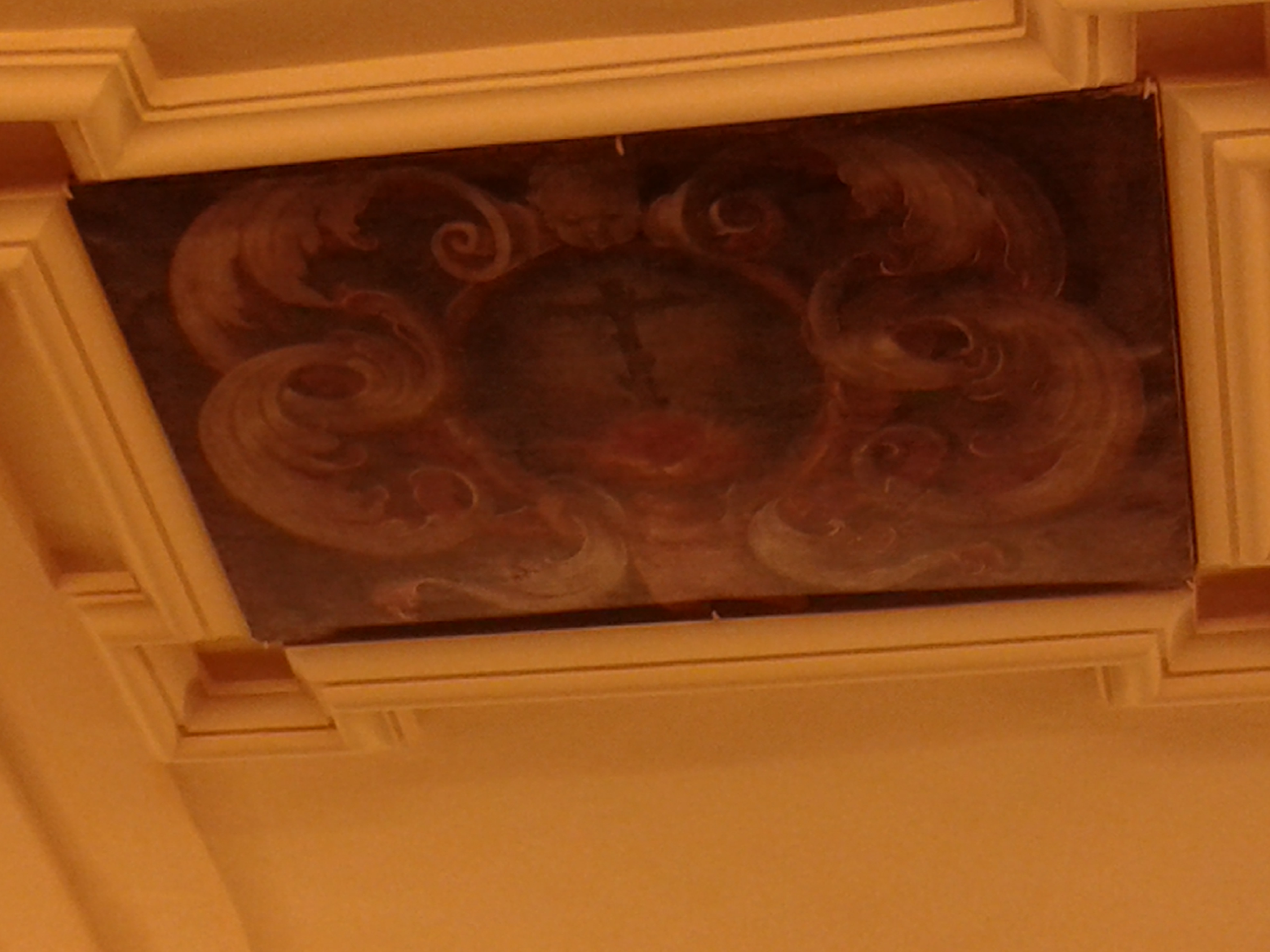
Pintura que muestra la cruz arbórea, en uno de los techos del edificio.
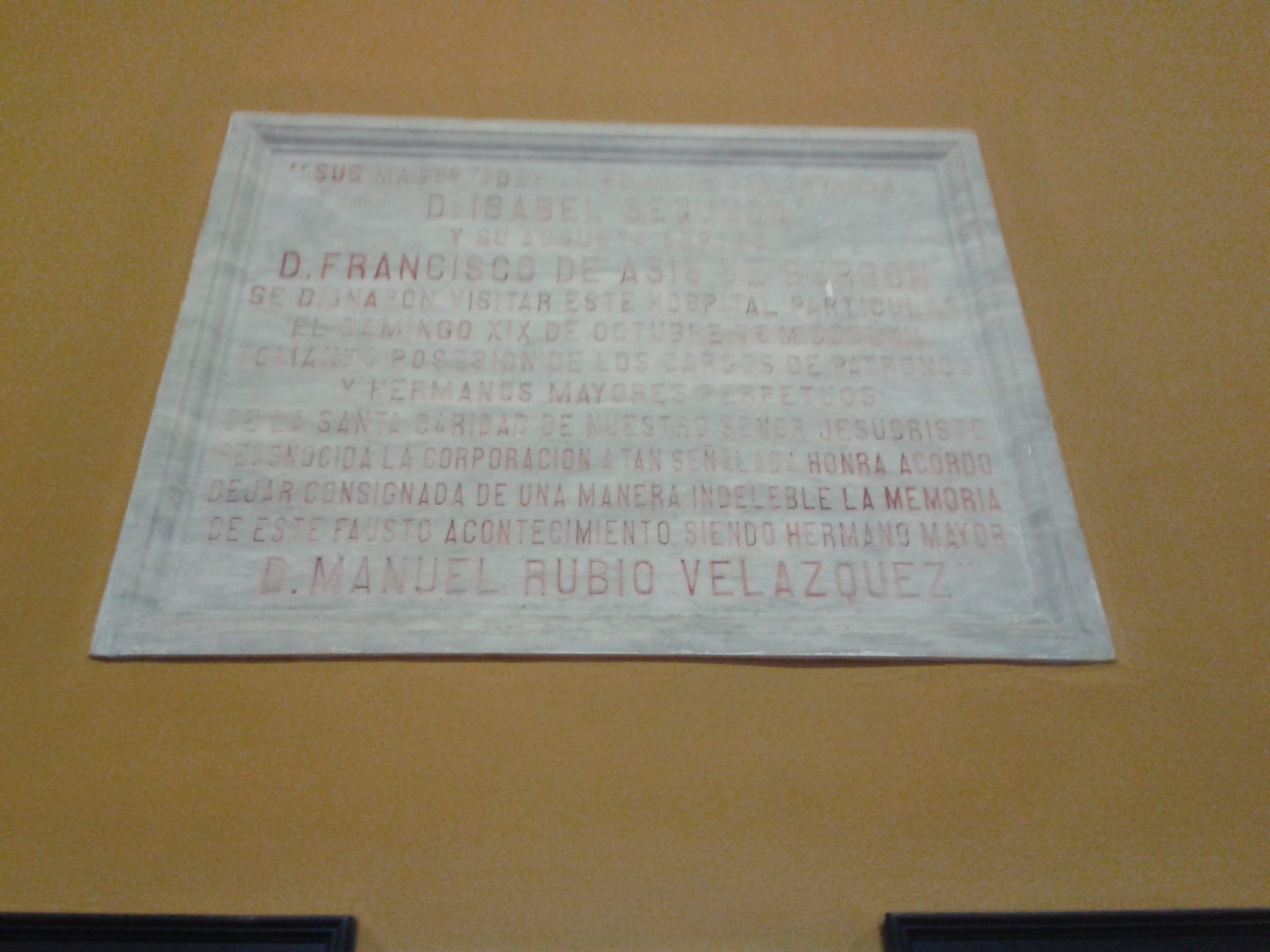
Placa que recuerda la visita de la reina Isabel II y su consorte al edificio.